# Arenophilus unaster
Arenophilus unaster är en mångfotingart som först beskrevs av Chamberlin 1909.  Arenophilus unaster ingår i släktet Arenophilus och familjen storjordkrypare. Inga underarter finns listade i Catalogue of Life.